# Roland Posner
Roland Posner (* 30. Juni 1942 in Prag; † 26. Mai 2020 in Berlin) war ein tschechisch-deutscher Semiotiker und Linguist, der ab 1974 eine Professur für germanistische und allgemeine Linguistik an der TU Berlin bekleidete und die dortige Arbeitsstelle für Semiotik leitete.

## Leben

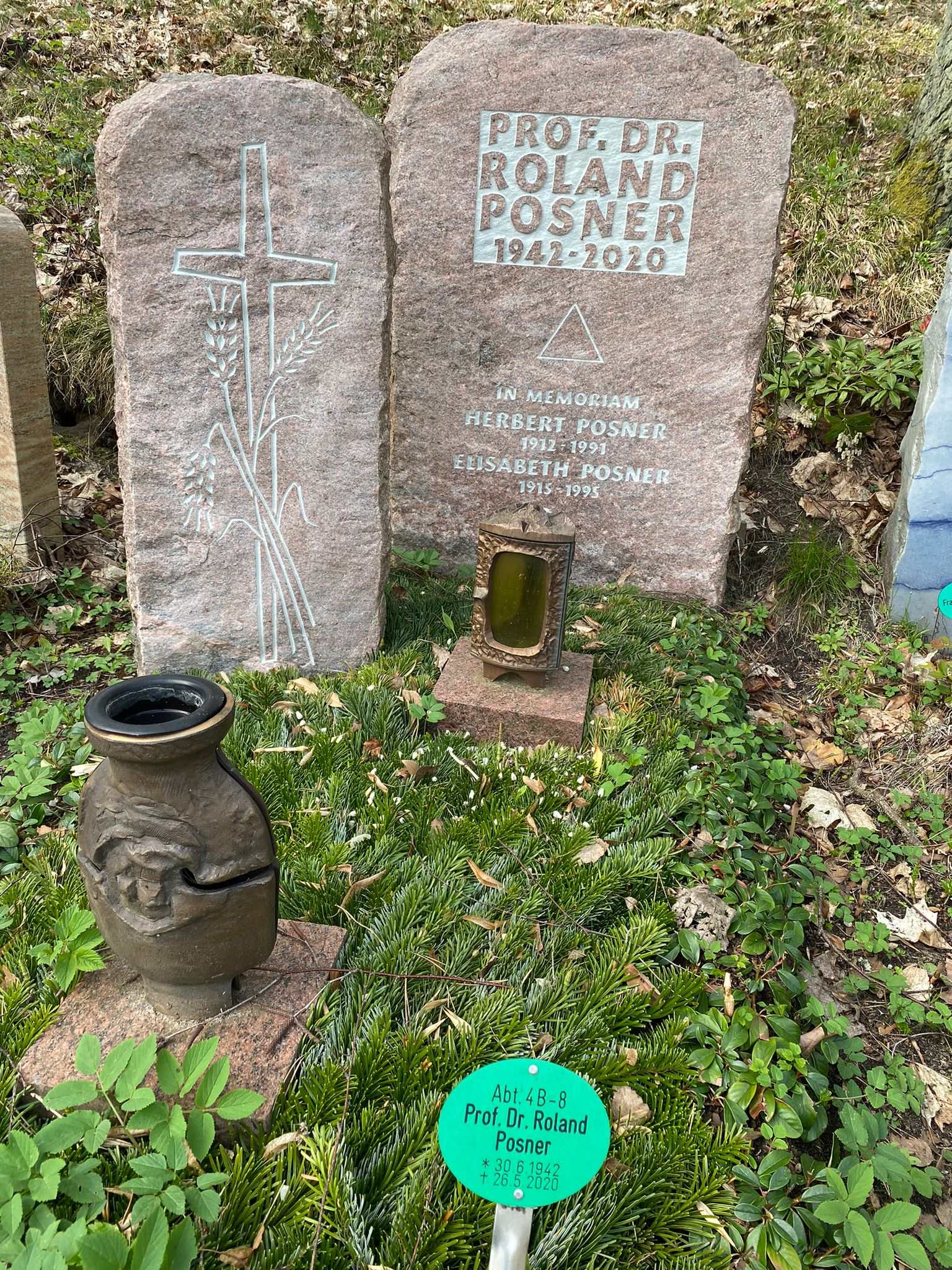
Grabstätte auf dem Friedhof Heerstraße

Posner studierte Philosophie, Vergleichende Literaturwissenschaft, Linguistik und Kommunikationstheorie an den Universitäten von Bonn, München und Berlin. 1972 promovierte er summa cum laude in den Fächern Allgemeine Linguistik, Germanistik und Philosophie an der TU Berlin mit einer Arbeit über die „Theorie des Kommentierens: Eine Grundlagenstudie zur Semantik und Pragmatik“. Bereits 1973 habilitierte er sich für die Fachgebiete Linguistik, Literaturwissenschaft und Sprachphilosophie an der TU Berlin.
Ab 1974 war er außerordentlicher Professor, seit 1975 ordentlicher Professor für „Germanistische und Allgemeine Linguistik“ an der TU Berlin. Von 1975 bis 1980 war er Direktor des Instituts für Linguistik an der TU Berlin. Ab 1980 war er Direktor der „Arbeitsstelle für Semiotik“ an der TU. Ab 1975 war er ebenfalls Leiter des „Semiotischen Arbeitskreises Berlin“ (SAB) und im selben Jahr Gründungsvorsitzender der Deutschen Gesellschaft für Semiotik (DGS), deren Organ Zeitschrift für Semiotik er zeitweilig mit herausgab. Von 1984 bis 1994 war er Vizepräsident und von 1994 bis 2004 Präsident der International Association for Semiotic Studies.
Posner nahm Gastprofessuren an der Universität Hamburg (1973) und an der Université de Montréal (1977) wahr. Weiterhin war er Dozent an Linguistischen und Semiotischen Sommerinstituten in Salzburg (1977), Tunis (1979), Toronto (1982), Lissabon (1983), Mysore (1984/85), São Paulo (1985) und Lund (1992). Posner war im akademischen Jahr 1986/1987 Mitglied des Netherlands Institute for Advanced Study in Wassenaar, wo er zum Associate Fellow auf Lebenszeit ernannt wurde.
2010 wurde Posner emeritiert. Danach war er unter anderem im externen wissenschaftlichen Beirat der Universität Siegen tätig.
Posner war in erster Ehe von 1971 bis 2001 mit der Semiotikerin Marlene Posner-Landsch verheiratet. Sie bekamen drei Kinder. 2001 heiratete er die bulgarische Malerin und Kuratorin Vessela Lozanova (* 1962), welche nach ihrer Promotion im Fachgebiet Semiotik als Gastprofessorin an der TU Berlin lehrte und mit der er auch künstlerisch als Fotograf an mehreren Projekten zusammenarbeitete. Aus dieser Ehe gingen zwei Kinder hervor.
Seine letzte Ruhestätte fand Roland Posner auf dem Friedhof Heerstraße.  

## Forschungsgebiete
Viele seiner Arbeiten lassen sich mehreren Forschungsgebieten zuordnen; die meisten Beiträge verbinden Ansätze aus Textlinguistik, Semiotik und Analytischer Philosophie.
Die frühen Arbeiten Posners beschäftigten sich zunächst mit sprachlichen Strukturen, Textlinguistik beschäftigt sich mit satzübergreifenden sprachlichen Strukturen. Der Aufsatz „Sprachliche Mittel literarischer Interpretation“ ist eine Kurzfassung der Magisterarbeit von 1967. Er beschreibt die Beziehungen zwischen Goethes Gedicht „An den Mond“ als Objekttext, der als Beispiel eines literarischen Texts verwendet wird, und den in 200 Jahren von Philologen verfassten Interpretationen des Gedichts, die als Metatexte aufgefasst werden. Die im Korpus festgestellten morphologischen, syntaktischen und lexikalischen Umformungen von Objekttext zu Metatext werden mit Hilfe von Transformationsregeln wie Generalisierung, Objektivierung und Entmetaphorisierung dargestellt.

## Akademische Ämter
- ab 1985: Mitglied des Committee on Literary Theory der International Comparative Literature Association (ICLA)
- ab 1985: Mitglied im Preisrichtergremium zur Verleihung des Tiburtius-Preises für außergewöhnliche Dissertationen (Berlin)
- 1989: Vizepräsident des International Semiotics Institute (ISI)
- 1984–94: Vizepräsident der Internationalen Gesellschaft für Semiotik (IASS)
- ab 1994: Präsident der Internationalen Gesellschaft für Semiotik (IASS)
- 1989–94: Mitglied des Auswahlausschusses für Lektoren für Deutsch als Fremdsprache im Deutschen Akademischen Austauschdienst (DAAD)
- ab 1995: Gutachter für semiotische Forschungsprojekte: deutsche, österreichische, dänische, holländische and schweizerische nationale Forschungsräte
- ab 1996: Mitglied der International Society for Research in Emotion (ISRE)

## Ehrungen
- 1989: Ehrenmitglied der Österreichischen Gesellschaft für Semiotische Studien
- seit 1988: Mitglied der Academio Internacia de la Sciencoj AIS, Sektion Philosophie, Fachbereich Semiotik, San Marino

## Forschungsschwerpunkte
- Wissenschaftstheorie
- linguistische Pragmatik
- Kultursemiotik
- Poetik und Ästhetik
- Gebärdenforschung